# Tornquistlijn

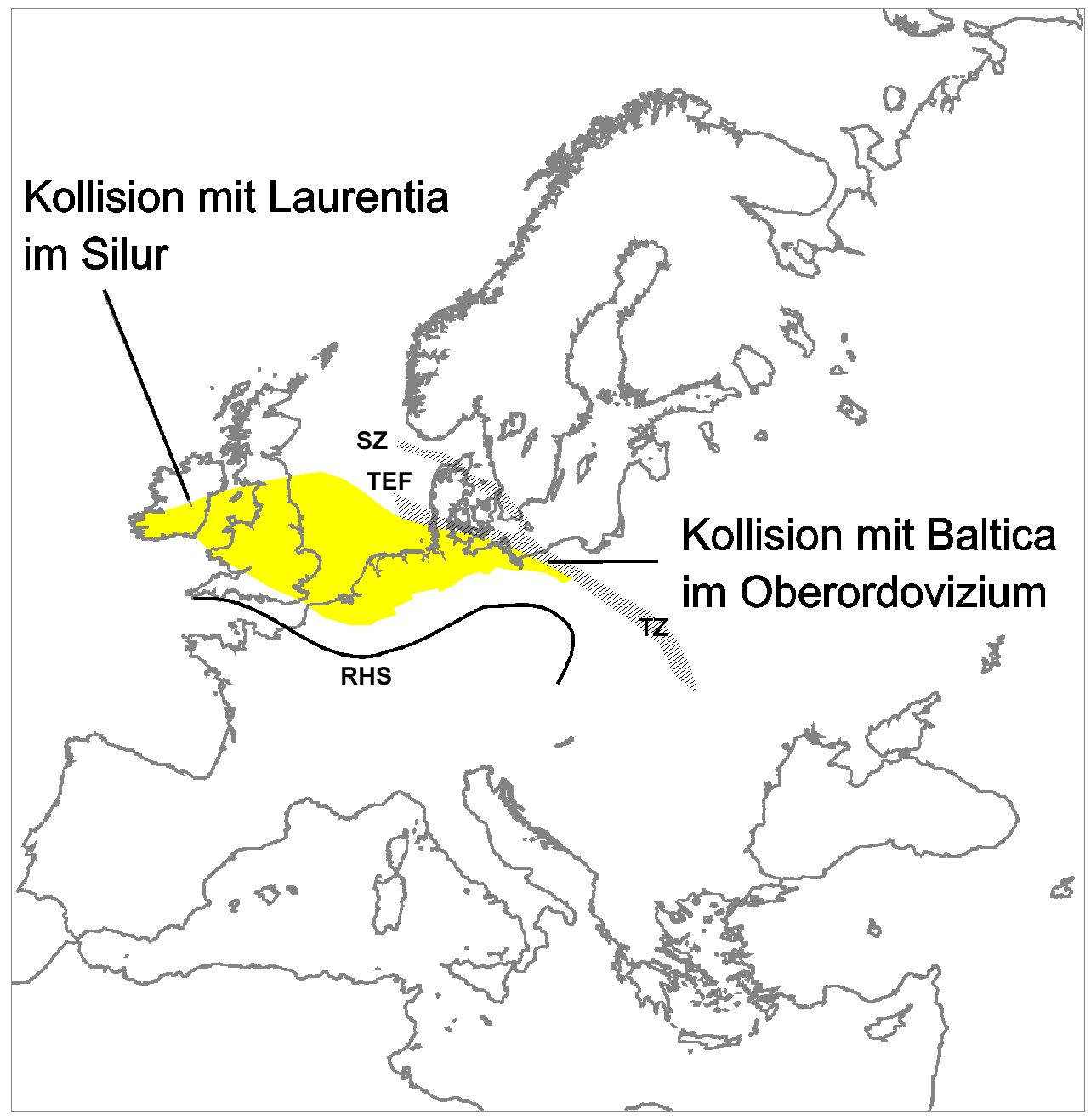
De Tornquistlijn (TZ) scheidt het Oost-Europees Kraton van de rest van Europa

De Tornquistlijn is een belangrijke structuur in de Europese aardkorst, die het continent van noordwest tot zuidoost doorsnijdt. Ten noordoosten van de lijn bevindt zich oude, Proterozoïsche korst, het zogenaamde Oost-Europees Kraton (het oude paleocontinent Baltica, dat als de "kern" van Europa kan worden beschouwd). Ten zuidwesten van de lijn bestaat het Europese continent uit jongere, tijdens latere fasen aan Europa vastgekomen terreinen.
De lijn loopt vanaf de centrale Noordzee, waar hij uitkomt op de Iapetus-sutuur, van west naar oost door Denemarken, dan onder de zuidelijke Oostzee door en verder door Polen en het uiterste westen van Oekraïne. Omdat het een oude structuur is, komt de Tornquistlijn nergens aan het aardoppervlak maar wordt overal overdekt door jongere gesteenten (van Mesozoïsche en/of Cenozoïsche ouderdom).
De lijn is een sutuur, die is ontstaan door het sluiten van de Tornquistoceaan tijdens de Caledonische orogenese (rond 400 miljoen jaar geleden). Het microcontinent Avalonia kwam daarbij vanuit het zuiden in botsing met het Baltisch schild (destijds het continent Euramerika) in het noorden. Door latere accretiefases (waaronder de Hercynische en Alpiene gebergtevormingen) is het continent Europa naar het zuiden toe steeds verder aangegroeid.